# Седам самураја
Седам самураја (јап. 七人の侍), у Сједињеним Државама првобитно објављен као Величанствених седам, јапански је епски самурајски драмски филм из 1954. године, чији је коаутор, монтажер и режисер Акира Куросава. Радња се одвија 1586. током периода Сенгоку јапанске историје. Прати причу о селу очајних фармера који унајмљују седам ронина (самураја без господара) да се боре против разбојника који ће се вратити након жетве да украду њихове усеве.
У време изласка, ово је био најскупљи филм снимљен у Јапану. Било је потребно годину дана за снимање и суочио се са многим потешкоћама. Био је то други домаћи филм са највећом зарадом у Јапану 1954. Многе критике су упоређивале филм са вестернима.
Од свог објављивања, Седам самураја је стално високо рангиран на листама критичара најбољих филмова икада снимљених, као што су анкете БФИ Sight & Sound и Rotten Tomatoes. Такође је проглашен за најбољи филм на страном језику свих времена у ББЦ-јевој анкети међународних критичара 2018. године. Његов утицај на филмску индустрију био је без преседана, а данас се често сматра једним од „најпреправљених, прерађених и референцираних“ филмова икада.

## Радња
Године 1586, банда разбојника расправља о препаду на једно планинско село, али њихов поглавица одлучује да сачекају до жетве. Сељани их чују и обраћају се Гисакуу, сеоском старешини и воденичару, који изјављује да треба да унајме самураје да их заштите. Пошто немају новца и могу да понуде само храну уместо плате, Гисаку им саветује да пронађу гладне самураје.
Неколико сељана одлазе у град и на крају проналазе Камбеија, остарелог, али искусног ронина, кога виде како спасава младог дечака којег је лопов сатерао у ћошак и држао као таоца. Млади самурај по имену Кацуширо тражи да постане Камбеијев ученик. Сељани траже Камбеијеву помоћ, и иако у почетку нерадо, он пристаје. Затим регрутује свог старог саборца Шичироџија, заједно са Горобеијем, Хеихачијем и Кјузоом, прећутним мајстором мачеваоца кога Кацуширо посматра са страхопоштовањем. Кикучијо, дивљи и ексцентрични ронин, такође је прихваћен упркос покушајима да га отерају.
По доласку, самураји проналазе сељане како се крију у својим домовима, одбијајући да их поздраве. Увређен, Кикучијо звони на сеоску узбуну, подстичући сељане да изађу и моле за заштиту. Полако, самураји и фармери уче да верују једни другима. Кацуширо упознаје Шино, фармерову ћерку чији отац ју је прерушио у дечака, и постају присни упркос томе што зна да њихове различите друштвене класе то забрањују. Касније су самураји љуте када им Кикучијо донесе оклоп и оружје, које су сељани стекли убијајући друге самураје који су били повређени или бежали из битке. Кикучијо љутито узвраћа да су самураји одговорни за већину патњи које су фармери претрпели, откривајући своје порекло као сироче, син фармера. Самурајев гнев се претвара у срамоту.
Камбеи наоружава сељане бамбусовим копљима и дели их у одреде да припреме одбрану и тренирају. Уочена су три разбојничка извиђача; двојица су убијена, док преживели открива локацију њиховог логора пре него што су га сељани убили. Самураји су спалили логор у превентивном удару. Рикичи, проблематични сељанин који помаже самурајима, сломљен је када види своју жену, која је киднапована и која је постала конкубина након претходног напада. Угледавши Рикичија, она трчи назад у запаљену колибу где гине. Хејхачи је убијен током пуцњаве док је спашавао Рикичија. Ожалошћени сељани су инспирисани Кикучијом, који подиже заставу који је Хејхачи направио да представља самураје и село.
Када разбојници коначно стигну, збуњени су новим утврђењима, које укључују јарак и високе дрвене ограде. Спаљују сеоске куће, укључујући Гисакуов млин. Гисакуова породица покушава да га спасе када он одбије да је напусти, али сви гину осим бебе коју је спасио Кикучијо. Разбојници тада опседају село, али многи су убијени док браниоци осујећују сваки напад, који укључује коњичке нападе који су дозвољени кроз пробој како би могли упасти у заседу.
Бандити поседују три мускете. Кјузо излази сам и узима једну; завидни Кикучијо напушта свој тим да би донео другу. Међутим, Кикучијево одсуство омогућава неколицини бандита да се инфилтрирају на његово место и убију неколико фармера, а Горобеи је убијен бранећи своју позицију. Те ноћи, Камбеи предвиђа да ће бандити извршити још један последњи напад због њиховог све мањег броја. У међувремену, однос Кацушира и Шино открива њен отац, који је бесан што јој је одузета невиност и туче је. Камбеи и сељани интервенишу; Шичироји сматра да је таква спрега нормална пре битке и да им треба опростити, али друштвена срамота је непомирљива.
Следећег јутра, браниоци дозвољавају преосталим разбојницима да уђу у село, а затим их хватају у заседу. Како се битка завршава, поглавица разбојника се крије у женској колиби наоружан мускетом и пуца у Кјузоа. Побеснели Кикучијо упада и такође је упуцан, али убија поглавицу пре него што умре. Преостали одметници су убијени.
Након тога, Камбеи, Кацуширо и Шичирођи посматрају са погребних хумака својих другова како радосни сељани певају док саде своје нове усеве. Кацуширо и Шино сусрећу се последњи пут, али њихова веза је прекинута. Камбеи говори Шичироџију да је ово била још једна пирова победа самураја: „Победа припада тим сељацима. Не нама.”

## Улоге

### Седам самураја
- Тоширо Мифуне као Кикучијо (菊千代), духовит, мрзовољан и темпераментни разбојник који лаже да је самурај, али на крају доказује своју вредност и сналажљивост
- Такаши Шимура као Камбеи Шимада (島田勘兵衛), ратом уморан, али частан и стратешки ронин, и вођа седморице
- Даисуке Като као Шичироји (七郎次), Камбеијев стари пријатељ и бивши поручник
- Исао Кимура као Кацуширо Окамото (岡本勝四郎), непроверени син богатог самураја који је поседовао земљу, кога Камбеи невољно узима као ученика
- Минору Чијаки као Хејхачи Хајашида (林田平八), љубазан, али мање вешт борац, чији шарм и духовитост одржавају морал својих другова у суочавању са недаћама
- Сеиџи Мијагучи као Кјузо (久蔵), озбиљан, камена лица и изузетно вешт мачевалац
- Јошио Инаба као Горобеи Катајама (片山五郎兵衛), вешт стрелац, који делује као Камбеијев заменик и помаже у креирању главног плана за одбрану села

### Сељаци
- Јошио Тсучија као Рикичи (利吉), љути сељак
- Бокузен Хидари као Јохеи (与平), смирени стари човек
- Јукико Шимазаки као Рикичијева жена
- Каматари Фуџивара (万造) као Манцо
- Кеико Тсушима као Шино (志乃), Манцова кћерка
- Кокутен Кодо као Гисаку (儀作), патријарх села, прозван као "Деда"
- Јошио Косуги као Мосуке, један од фармера који је тражио самураје

### Остали
- Шинпеи Такаги као главни бандит
- Шин Отомо као други главни бандит
- Харуо Накаџима као бандит извиђач
- Еиџиро Тоно као лопов
- Атсуши Ватанабе као продавац пецива
- Тошио Такахара као самурај с пиштољем

## Производња

### Писање
Акира Куросава је првобитно желео да режира филм о једном дану у животу самураја. Касније, током свог истраживања, открио је причу о самурајима који су бранили фармере. Према речима глумца Тошира Мифунеа, филм је првобитно требало да се зове Шест самураја, а Мифуне ће играти улогу Кјуза. Током шестонедељног процеса писања сценарија, Куросава и његови сценаристи су схватили да је „шест трезвених самураја било досадно—требао им је лик који је више ван зида“. Током шестонедељног процеса писања сценарија, сценаристи нису смели имали посетиоце, нити телефонирати.
Куросава и писци били су иновативни у пречишћавању теме окупљања херојских ликова за обављање мисије. Према ДВД коментару Мајкла Џека, Седам самураја је био међу првим филмовима који су користили сада уобичајени елемент заплета регрутовања и окупљања хероја у тим за постизање одређеног циља, уређај који се користио у каснијим филмовима као што је Оружје Наварона, Шолај, римејк вестерна Величанствених седам, и Пиксаров анимирани филм Живот буба. Филмски критичар Роџер Еберт у својој рецензији спекулише да би секвенца у којој се представља вођа Камбеи (у којој самурај брије свој чвор косе, знак части међу самурајима, како би се представљао као монах да спасе дечака од киднапера) могла да буде порекло праксе, сада уобичајене у акционим филмовима, упознавања главног јунака са подухватом који није повезан са главном радњом. Друге радње као што су невољни јунак, романса између мештанке и најмлађег хероја и нервоза обичног грађанина, појављивали су се у другим филмовима пре овога, али су комбиновани у овом филму.

### Сценографија
Куросава је одбио да сними сељачко село у студију Тохо и дао је саградити комплетан сет у Тагати на полуострву Изу, Шизуока. Иако је студио протествавао због повећаних трошкова продукције, Куросава је био непоколебљив да „квалитет сета утиче на квалитет глумачких извођења... Из тог разлога, ја дајем сетове направљене баш као праве. То ограничава снимање, али подстиче тај осећај аутентичности." Такође је говорио о 'интензивном раду' на снимању филма: "Стално је падала киша, нисмо имали довољно коња. То је била само слика коју је немогуће направити у овој земљи.“

### Снимање
Много пре него што је објављен, филм је већ постао тема широке дискусије. После три месеца претпродукције, имао је 148 дана снимања распоређених на годину дана – четири пута више од распона обухваћеног оригиналним буџетом, који је на крају достигао скоро пола милиона долара. Студио Тохо је најмање два пута затворио производњу. Сваки пут, Куросава је мирно ишао на пецање, образлажући да је студио већ доста уложио у продукцију и да ће му омогућити да употпуни слику. Последња сцена битке у филму, која је првобитно била планирана за крај лета, снимљена је у фебруару на ниским температурама. Мифуне се касније присећао да никада у животу није било тако хладно.
Захваљујући креативној слободи коју је обезбедио студио, Куросава је користио телефото сочива, која су била ретка 1954. године, као и више камера које су омогућиле радњи да испуни екран и постави публику тачно у средину. „Да сам то снимио традиционалном методом снимак по кадар, не би било гаранције да би било која радња могла да се понови на потпуно исти начин два пута. Сматрао је да је веома ефикасан и касније га је користио у филмовима који су били мање оријентисани на акцију. Његов метод је био да једну камеру стави у најортодокснији положај за снимање, другу за брзе снимке и трећу камеру „као неку врсту герилске јединице“. Овај метод је направио веома компликоване снимке, за које је Куросава кореографисао кретање све три камере користећи дијаграме.

## Теме
Анализирајући тачност филма о Јапану из шеснаестог века, Филип Кемп је написао, „фармерима чији су усеви били опљачкани, куће спаљене, жене силоване или отете, разлика између самурајских ратника и бандитских трупа постала је готово бесмислена.“ Кемп примећује како је Кикучијо „син фармера који жели да постане самурај, он може да види обе стране: да, он бесни, фармери су кукавички, подли, издајнички, сасвим способни да опљачкају и убију рањеног самураја – али то је самурај, њихова пљачка и бруталност, пољопривреднике је учинила таквима. А осрамоћена реакција његових другова јасно даје до знања да не могу оспорити оптужбу."
Кенет Туран напомиње да дуго трајање „одражава целу пољопривредну годину, од садње до раскошног цветања до жетве.“ Историчар Дејвид Конрад примећује да је у време изласка филма скоро половина јапанске популације још увек била запослена. у пољопривреди. Иако су приходи на фармама већ расли као део јапанског економског чуда које је трансформисало руралне и урбане животе 1950-их и 60-их година, многи од услова у селу приказани у филму су још увек били познати публици 1954. године.

## Пријем
Јапанска публика је добро прихватила филм, зарадивши приход од дистрибуције од 268,23 милиона јена у првих дванаест месеци од објављивања. Био је то трећи јапански филм са највећом зарадом из 1954. године, надмашивши Годзилу, који је и сам продао 9,69 милиона карата и зарадио еквивалентну инфлацију од 13,7 милијарди јена или 105.000.000 долара 1998.
У иностранству, приход на благајнама за северноамеричко издање филма 1956. је тренутно непознат. Поновно издање филма из 2002. године зарадило је 271.841 долара у Сједињеним Државама и 4.124 долара у Француској. На фестивалу Куросава & Мифуне 2002. у Сједињеним Државама, филм је зарадио 561.692 долара. Ово укупно износи најмање 833,533 долара зарађених у Сједињеним Државама.
Друга европска реиздања између 1997. и 2018. продата су 27.627 карата.

### Критика
На веб страници агрегатора рецензија Rotten Tomatoes, филм има савршену оцену одобравања од 100% на основу 91 рецензије, са просечном оценом 9,6/10. Критички консензус сајта гласи: „Ремек-дело Акире Куросаве, Седам самураја, је класик епске авантуре са задивљујућом причом, незаборавним ликовима и запањујућим акционим секвенцама које га чине једним од најутицајнијих филмова икада снимљених“.
Многи критичари изван Јапана упоређују филм са вестерном. Босли Кровтер, који је писао за The New York Times, рекао је да филм „има културолошко поређење са нашим популарним вестерном High Noon. То ће рећи, то је солидан, натуралистички, акциони филм на отвореном, који карактерише квалитет људске снаге. а слабости се откривају у кризи напетој опасности." Историчар филма Питер Кауви цитирао је Куросаву: "Добри вестерн воле сви. Пошто су људи слаби, желе да виде добре људе и велике хероје. Вестерни су били рађени изнова и изнова, а у том процесу је еволуирала нека врста граматике. Научио сам из ове западњачке граматике." Кауви наставља ову мисао говорећи: „Да се седам самураја може тако неприметно пренети у америчко окружење наглашава колико је пажљиво Куросава асимилирао ову граматику.“
Филмски критичар Роџер Иберт додао га је на своју листу сјајних филмова 2001. године. Мартин Скорсезе га је уврстио на листу „39 најважнијих страних филмова за младог филмског ствараоца.“ Такође га је навео руски редитељ Андреј Тарковски као један од својих десет најомиљенијих филмова.

## Награде и номинације
| Институција                 | Година | Категорија                                                      | Статус     |
| --------------------------- | ------ | --------------------------------------------------------------- | ---------- |
| Филмски фестивал у Венецији | 1954.  | Сребрни лав                                                     | Да         |
| Филмски фестивал у Венецији | 1954.  | Златни лав                                                      | Номинација |
| Мајинити филмска награда    | 1955.  | Најбоља споредна улога - Сејџи Мијагучи                         | Да         |
| БАФТА                       | 1956.  | Најбољи филм                                                    | Номинација |
| БАФТА                       | 1956.  | Најбољи страни глумац - Тоширо Мифуне                           | Номинација |
| БАФТА                       | 1956.  | Најбољи страни глумац - Такаши Шимура                           | Номинација |
| Награде Академије           | 1957.  | Најбоља уметничка режија - декорација, црно-бела - Со Матсујама | Номинација |
| Награде Академије           | 1957.  | Најбољи костимограф, црно-бели - Кохеи Езаки                    | Номинација |
| Џуси награде                | 1959.  | Најбољи страни режисер - Акира Куросава                         | Да         |
| Џуси награде                | 1959.  | Најбољи страни глумац - Такаши Шимура                           | Да         |

## Занимљивости
- Првобитна Куросавина идеја за филм била је да то буде прича о једном дану у животу самураја, која почиње његовим буђењем и завршава се тако што он прави грешку због које ће морати да изврши самоубиство на традиционални начин. Упркос детаљном истраживању, Куросава није имао довољно информација да би направио такав филм. Али је зато наишао на анегдоту о томе да су становници једног сеоцета унајмили самураја да би их одбранио и решио да искористи ту идеју. Куросава је осмислио све ликове који имају текст у овом филму. Били су наведени детаљи о томе шта су носили, која им је омиљена храна, њихова животна историја, навике у говору и још много ситних детаља.
- У овом филму, Куросава је први пут користио више камера да не би, током процеса монтаже, прекидао ток сцена и да би имао више могућности за монтажу филма. И у сваком каснијем филму користио је више камера.
- Због недостатка коња у последњој сцени борбе, снимање овог филма неколико пута је прекидано.
- Сеиџи Мијагучи, који тумачи улогу самураја Киуза, никада пре овог филма није био у контакту са мачевима. Пажљивим снимањем и монтажом постигнут је такав ефекат да изгледа као да Сеиџи заиста добро влада мачевањем.
- Главни продуцент филма неколико пута је заустављао снимање због прекорачења буџета, приморавајући Куросаву да се лично суочи са бордом директора који су били убеђени да ће филм бити промашај.
- „Кикучио” је женско име из два дела, као Бети Су у Америци, и то је разлог због кога се самураји смеју сваки пут када чују његово име.[25]